# Freida Pinto
Freida Pinto, född 18 oktober 1984 i Bombay, Indien, är en indisk fotomodell och skådespelare, främst känd för sin roll som Latika i Slumdog Millionaire. Hon har för övrigt framträtt mest i engelska och amerikanska filmer. 
Pinto hade 2009–2014 en relation med Dev Patel, som även var hennes motspelare i Slumdog Millionaire. I december 2014 beslöt sig paret för att gå skilda vägar. Hon träffade fotografen Cory Tran 2019. De gifte sig 2020 och har ett barn tillsammans. 
I den amerikanska tidningen People har Freida Pinto blivit nominerad till en av de bäst klädda på röda mattan; hon har även blivit nominerad till en av de vackraste kvinnorna i världen.

## Filmografi (urval)
- 2007 – I Promise You (kortfilm)
- 2008 – Slumdog Millionaire
- 2010 – Du kommer att möta en lång mörk främling
- 2010 – Miral
- 2011 – Black Gold
- 2011 – Apornas planet: (r)Evolution
- 2011 – Immortals
- 2012 – Trishna
- 2014 – Desert Dancer
- 2015 – Knight of Cups
- 2015 – Blunt Force Trauma
- 2015 – Black Knight Decoded (kortfilm)
- 2016 – Two Bellmen Two (kortfilm)
- 2017 – Yamasong: March of the Hollows (röst)
- 2017 – Guerrilla (TV-serie)
- 2018 – The Path (TV-serie)
- 2018 – Love Sonia
- 2018 – Mowgli: Legend of the Jungle
- 2019 – Only
- 2020 – Love Wedding Repeat
- 2022 – Mr. Malcolm's List
- 2023 – My Mother's Wedding